# Joan Pujol
Joan (o Juan) Pujol García (Barcelona, España, 14 de febrero de 1912-Caracas, Venezuela, 10 de octubre de 1988) conocido por su nombre en clave británico Garbo (gracias a un oficial inglés que creía que tenía ante sí al "mejor actor del mundo") y por su nombre en clave alemán Alaric Arabel, fue un doble agente español que desempeñó labores de espionaje y contraespionaje durante la Segunda Guerra Mundial, destacando su papel clave en el éxito del desembarco en Normandía.
La información falsa que Pujol proporcionó a Alemania ayudó a convencer a Hitler de que el ataque principal sería más tarde y en otro lugar, en Paso de Calais (Francia), lo que resultó en su decisión de reducir las tropas en la zona del desembarco.

## Agente del Tercer Reich
Nacido en Barcelona en el seno de una familia de clase acomodada en 1912, Pujol desarrolló una profunda aversión hacia la Alemania nazi y hacia la Unión Soviética después de sus vivencias del fascismo y del comunismo en Cataluña tras la guerra civil española. Alrededor de 1940, decidió que debía contribuir al final de la guerra ayudando al Reino Unido, único adversario de Alemania en aquellas fechas. 
Joan se dirigió entonces a la embajada británica en Madrid, donde ofreció sus servicios como espía. Tras ser rechazado ofreció sus servicios al III Reich con la intención de servir como espía doble para los aliados. Fue reclutado por un oficial del Abwehr, Karl-Erich Kühlenthal.  Una vez aceptado por los alemanes estableció una falsa red de espías e hizo pequeños trabajos para estos, tales como retransmitir códigos por radio, y volvió a ofrecer sus servicios al MI5, siendo esta vez aceptado, ya que el servicio de inteligencia británico había controlado sus pasos y conocía su situación (aunque esto él nunca lo llegó a saber).
Aunque operaba inicialmente desde Lisboa, fingía ante los alemanes estar en Gran Bretaña. Inventaba informes ficticios sobre movimientos de barcos mercantes, convenciéndolos con éxito de que eran datos verdaderamente valiosos, gracias a información obtenida en la biblioteca de Lisboa y noticieros del cine. Fingía viajar por toda Gran Bretaña y enviaba sus partes de gastos, según los precios que obtenía de una guía de ferrocarriles británica. Al comienzo pasó ciertos apuros al no entender correctamente el sistema británico de moneda pre-decimal (libras, chelines y peniques), pero solventó sus problemas enviando los partes gasto por gasto y arguyendo que ya enviaría el total más tarde.

## Agente doble
Llegó al Reino Unido en la primavera de 1942 y operó como agente doble bajo el auspicio del Comité XX (Sistema de la Doble Cruz), una iniciativa de la Inteligencia Británica basada en la captura de agentes alemanes y su posterior conversión en agentes dobles para labores de contraespionaje o para maniobras de desinformación del enemigo. Su trabajo principal fue el de convencer a los alemanes de que había conseguido reclutar a un gran número de agentes en Reino Unido, algunos de ellos personas de mucha influencia y con información valiosa. La dificultad de su trabajo radicaba en que debía en todo momento fabricar informes coherentes de todos los agentes que iba inventando y que no se contradijeran entre sí, sin perder credibilidad.
A veces debía inventar razones para explicar al Abwehr por qué uno de sus agentes había sido incapaz de informar sobre alguna operación que tarde o temprano llegaría a oídos alemanes para no descubrir que todo era una farsa. En una ocasión informó de que uno de sus agentes de Liverpool había caído enfermo justo antes de un gran movimiento de flota desde ese puerto a la costa oeste de Inglaterra. Al caer supuestamente enfermo, le fue imposible a ese espía transmitir aquella información. Para dar énfasis a su historia inventada, incluso tuvo que fingir la muerte de ese agente y hasta una esquela falsa fue publicada en un diario local. De esa forma, los alemanes creyeron su historia y hasta pagaron una pensión a la viuda del agente muerto. 
La información que Pujol enviaba a los alemanes era inventada por sus superiores británicos e incluía una gran parte de sucesos verdaderos para que los informes fueran más convincentes. En ocasiones, se conseguía el efecto deseado mandando información genuina pero retrasando su llegada para que el daño fuera mínimo. Para ello a veces se recurría a matasellar una carta con una fecha anterior, pero no mandándola hasta la víspera del movimiento de tropas en cuestión para que cuando llegara pareciera un retraso del servicio de correos (esta maniobra fue utilizada antes de la Operación Torch). Los alemanes pagaban a Garbo grandes cantidades de dinero para mantener su red de agentes, que en un momento dado llegó a contar con 22 personajes ficticios. Garbo gozó de bastante credibilidad entre sus superiores (tanto de un bando como del otro), lo que lo llevó a adquirir el estatus de «A1 Agent».

### Operación Fortitude
El trabajo de desinformación de Garbo era parte de la Operación Fortitude, que convenció a Adolf Hitler y a muchos de sus colaboradores de que la invasión aliada ocurriría en el estrecho de Calais, a 249 km de Normandía, y que el desembarco de Normandía era solo una maniobra para atraer a las tropas alemanas lejos de Calais. De hecho, fue tal la credibilidad de la que gozó por parte de Hitler que incluso una vez comenzado el desembarco siguió pensando que esta no era la verdadera invasión, sino una mera distracción para el verdadero ataque en Calais. Para cuando Hitler se dio cuenta del engaño, la Operación Overlord ya había sido un éxito y las tropas aliadas se habían adentrado demasiado, por lo que la movilización de las divisiones acorazadas no tendría el mismo significado.
Existe información sobre este espía en el Imperial War Museum de Londres, que incluye material sumamente sensible desclasificado.

## Condecoraciones
Garbo tiene el honor de ser la primera y una de las pocas personas condecoradas con medallas de ambos bandos, la Cruz de Hierro alemana (1944) y la Orden del Imperio Británico (1944).

## Después de la guerra

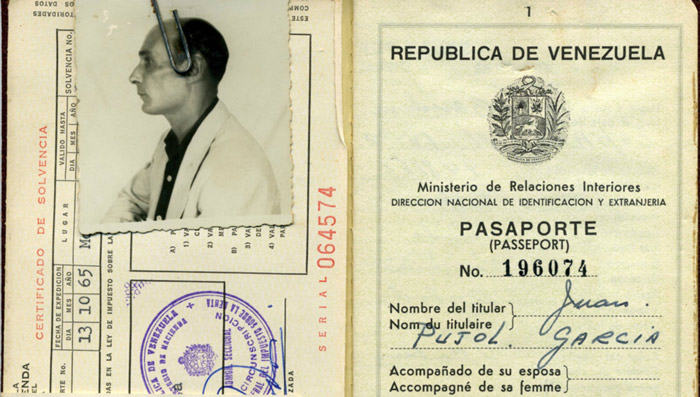
Pasaporte de Pujol en Venezuela.

Después del final de la Segunda Guerra Mundial, Pujol temía represalias de supervivientes nazis. Con la ayuda del MI5, Pujol viajó a Angola y fingió su muerte de malaria en 1949. De hecho, nadie supo que seguía vivo, ni siquiera los servicios secretos británicos. Había ganado mucho dinero en la guerra ya que fue muy bien pagado, sobre todo por los alemanes y se trasladó a la población de Lagunillas en Venezuela, donde vivió en el anonimato estableciendo una librería, una tienda de regalos y un cine en Choroní, localidad costera de estado Aragua de la que Pujol estaba enamorado. Pero no tuvo suerte en los negocios y perdió mucho dinero.  
Antes de desaparecer se había divorciado de su primera esposa y posteriormente se casó en Maracay, Venezuela,  con Carmen Cilia con la que tuvo dos hijos, Carlos Miguel y Juan Carlos, y una hija llamada María Elena que murió en 1975 a la edad de veinte y dos años. 
Durante décadas se le dio por muerto, incluso su primera mujer y dos hijos que tuvo con ella lo creían así. Tampoco la familia que fundó en Venezuela sabía quién había sido. A veces, comentaba, en familia, medio en broma, que había sido un espía. Sólo su esposa Carmen Cilia conocía toda la verdad.
En 1984, Pujol se había trasladado con su hijo a la casa de Carlos Miguel en la Urbanización La Trinidad de Caracas. Fue más o menos por estas fechas cuando el escritor británico Nigel West, especializado en novelas de espías, se interesó por el fascinante personaje de Pujol sorprendiéndole su muerte tan novelesca. West intuyó que Pujol podría seguir vivo y se dedicó a su búsqueda consiguiendo al fin encontrarlo.
Tras su reaparición, viajó a Inglaterra donde se reunió con sus viejos compañeros del MI5 y donde recibió toda clase de honores, siendo recibido, además, por el duque de Edimburgo, marido de la reina Isabel II. También viajó por varios países europeos en donde apareció en diversos medios de comunicación. Naturalmente visitó su ciudad natal, Barcelona, allí tuvo un encuentro con los hijos de su primer matrimonio que le consideraban muerto.
Pujol murió en Caracas en 1988 y está enterrado en Choroní, su querida población costera muy próxima al Parque nacional Henri Pittier.

## Cinematografía
- El documental Hitler, Garbo... y Araceli (Lugopress / Cora) descubre la participación de esta última, su primera esposa, en el trabajo de Garbo.

- La película documental Garbo, el hombre que salvó el mundo (dirigida por Edmon Roch; España) fue galardonada con el Giraldillo de Oro al mejor documental en la sexta edición del Festival de Cine Europeo de Sevilla. Asimismo, ganó el premio Goya a la mejor película documental del año 2009. Es un thriller documental sobre espías y agentes dobles contada con fragmentos de películas, material de archivo y entrevistas que articulan el discurso de forma que atrae al espectador hacia la historia de Juan Pujol. Tras su paso por numerosos festivales de cine internacionales, entre los que destacan Roma, Ámsterdam y Sevilla, el filme se estrenó en salas comerciales españolas el 4 de diciembre de 2009.